# Алексіс Аріас
Алексіс Аріас (ісп. Alexis Arias, нар. 13 грудня 1995, Бельявіста) — перуанський футболіст, півзахисник клубу «Мельгар» і національної збірної Перу.

## Клубна кар'єра
Народився 13 грудня 1995 року в Бельявісті. Вихованець юнацьких команд футбольних клубів «Спорт Бойз», «Коронель Болоньесі», нідерландського «Твенте» та «Естер Гранде».
У дорослому футболі дебютував 2014 року виступами за команду «Мельгар», кольори якої захищає й донині.

## Виступи за збірні
2015 року залучався до складу молодіжної збірної Перу. На молодіжному рівні зіграв у 5 офіційних матчах, забив 2 голи.
2019 року дебютував в офіційних матчах у складі національної збірної Перу.
У складі збірної був учасником розіграшу Кубка Америки 2021 року у Бразилії, де виходив на заміну в одній грі групового етапу.
| Дата       | Місто          | Господарі | Результат | Гості    | Турнір                       | Голи | Примітки |
| ---------- | -------------- | --------- | --------- | -------- | ---------------------------- | ---- | -------- |
| 26-3-2019  | Вашингтон      | Сальвадор | 2 – 0     | Перу     | товариський матч             | -    | 76'      |
| 8-6-2021   | Кіто           | Еквадор   | 1 – 2     | Перу     | Відбір до ЧС 2022            | -    |          |
| 17-6-2021  | Ріо-де-Жанейро | Бразилія  | 4 – 0     | Перу     | Копа Америка 2021 - 1-й етап | -    | 74'      |
| 16-11-2022 | Ліма           | Перу      | 1 – 0     | Парагвай | товариський матч             | -    | 75'      |
| 20-11-2022 | Арекіпа        | Перу      | 1 – 0     | Болівія  | товариський матч             | -    | 60'      |
| Усього     |                | Матчів    | 5         |          | Голів                        | 0    |          |